# Dilsjod Nazarov
Dilsjod Dzjamoliddinovitj Nazarov (tadzjikiska: Дилшод Ҷамолиддинович Назаров, ryska: Дильшо́д Джамолидди́нович Наза́ров, Dil'sjod Dzjamoliddinovitj Nazarov), född 6 maj 1982 i Dusjanbe, Tadzjikiska SSR, Sovjetunionen (nuvarande Tadzjikistan), är en tadzjikistansk friidrottare.
Nazarov blev olympisk guldmedaljör i släggkastning vid sommarspelen 2016 i Rio de Janeiro.

## Fotnoter
1. ↑  På tadzjikiska: Дилшод Ҷамолиддинович Назаров, Dilsjod Dzjamoliddinovitj Nazarov, på engelska: Dilshod Jamoliddinovich Nazarov (används i Tadzjikistan).
2. ↑  På ryska: Дильшо́д Джамолидди́нович Наза́ров, Dil'sjod Dzjamoliddinovitj Nazarov, på engelska: Dil'shod Dzhamoliddinovich Nazarov (används i Tadzjikistan (inter-etniska)).